# Complexe des sciences Pierre-Dansereau

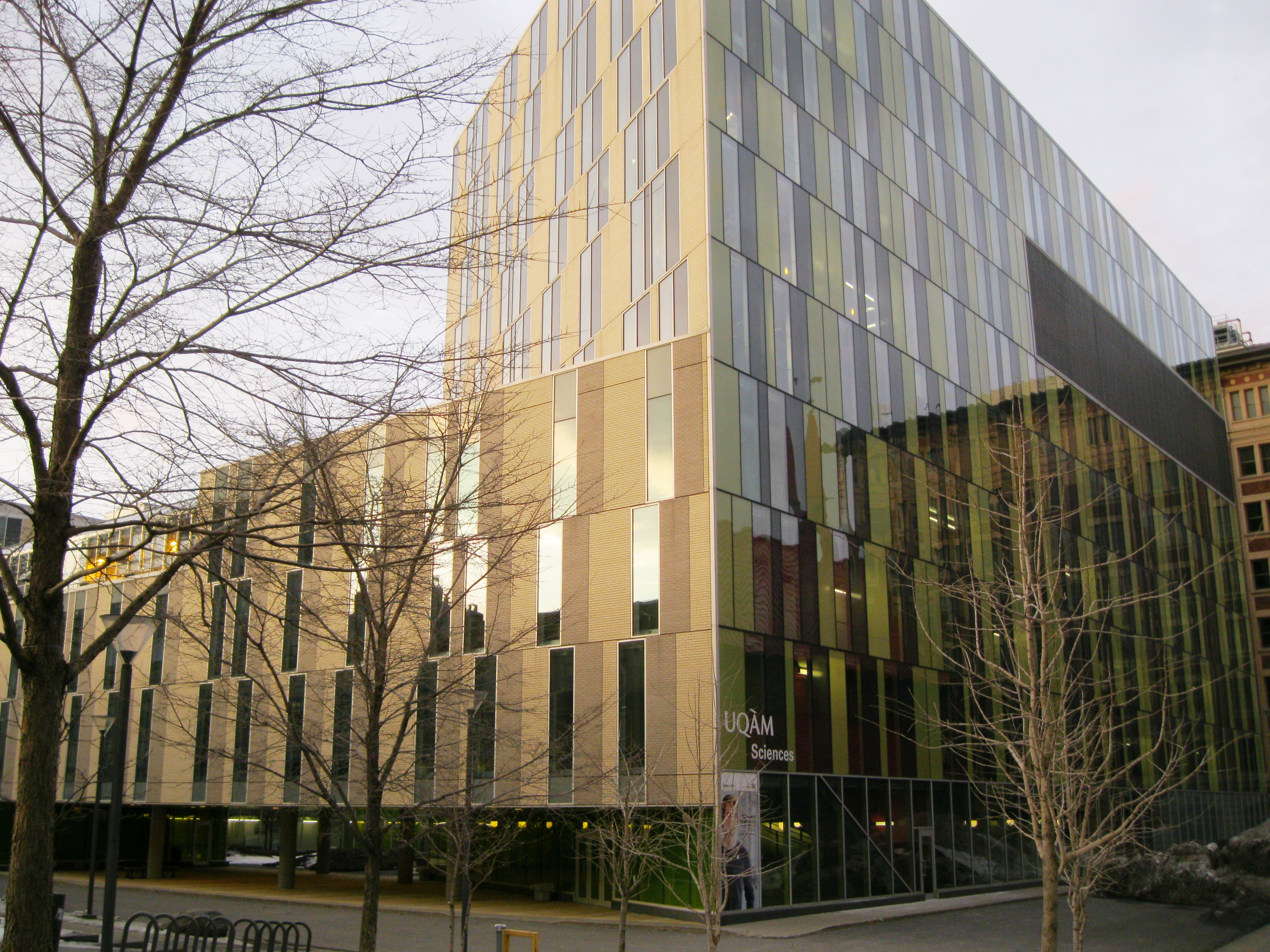
Pavillon des Sciences biologiques, 141, avenue du Président-Kennedy

Le Complexe des sciences Pierre-Dansereau est un campus de l’Université du Québec à Montréal (UQAM), situé sur le quadrilatère ceinturant les rues Sherbrooke Ouest et Saint-Urbain ainsi que les avenues du Président-Kennedy et Jeanne-Mance. 
Approuvé par la Ville de Montréal en 1991, le complexe compte des pavillons Chimie et Biochimie, Président-Kennedy, Sherbrooke (l’ancienne École technique de Montréal), Sciences biologiques et Adrien-Pinard, ainsi qu'un immeuble centre de diffusion et de vulgarisation (Cœur des sciences) et des résidences universitaires. Plusieurs firmes d’architectes ont été impliquées : Saia Barbarese Topouzanov architectes, Tétreault, Parent, Languedoc et associés, Birtz, Bastien ainsi que Claude Cormier et Associés, architectes-paysagistes. 
Il est nommé en l'honneur de l'écologiste et ancien professeur Pierre Dansereau, qui avait assisté à l'inauguration en novembre 2005.